# Kallstroemia californica
Kallstroemia californica là một loài thực vật có hoa trong họ Zygophyllaceae. Loài này được (S. Watson) Vail miêu tả khoa học đầu tiên năm 1895.